# 昂船洲監獄

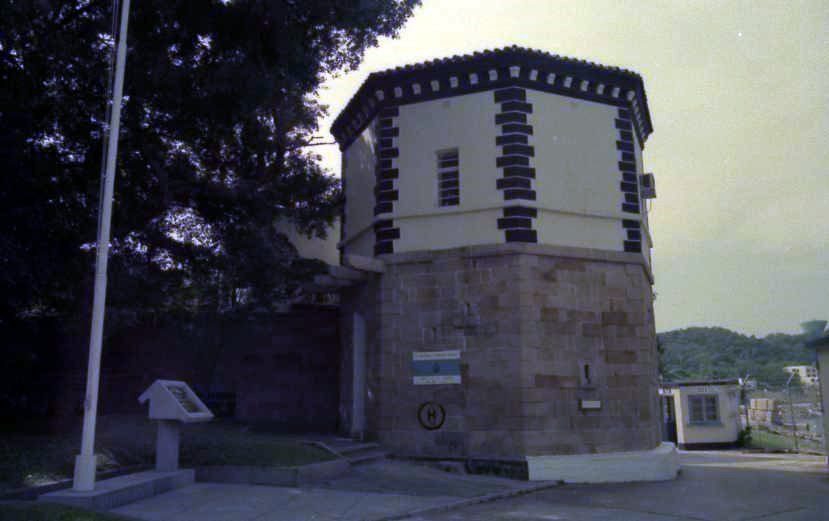
昂船洲監獄的瞭望台仍保留至今

昂船洲監獄是一所位於香港昂船洲的監獄，1863年興建，原定於1866年落成，但因經費不足而被逼放棄興建:9，監獄範圍其後被納入昂船洲軍營內。
昂船洲監獄現存建築物之中，兩座瞭望台(現昂船洲軍營318座及319座)被列為香港一級歷史建築，守衞室(A座)及監獄長宿舍(H座)則被列為香港二級歷史建築。

## 興建沿革

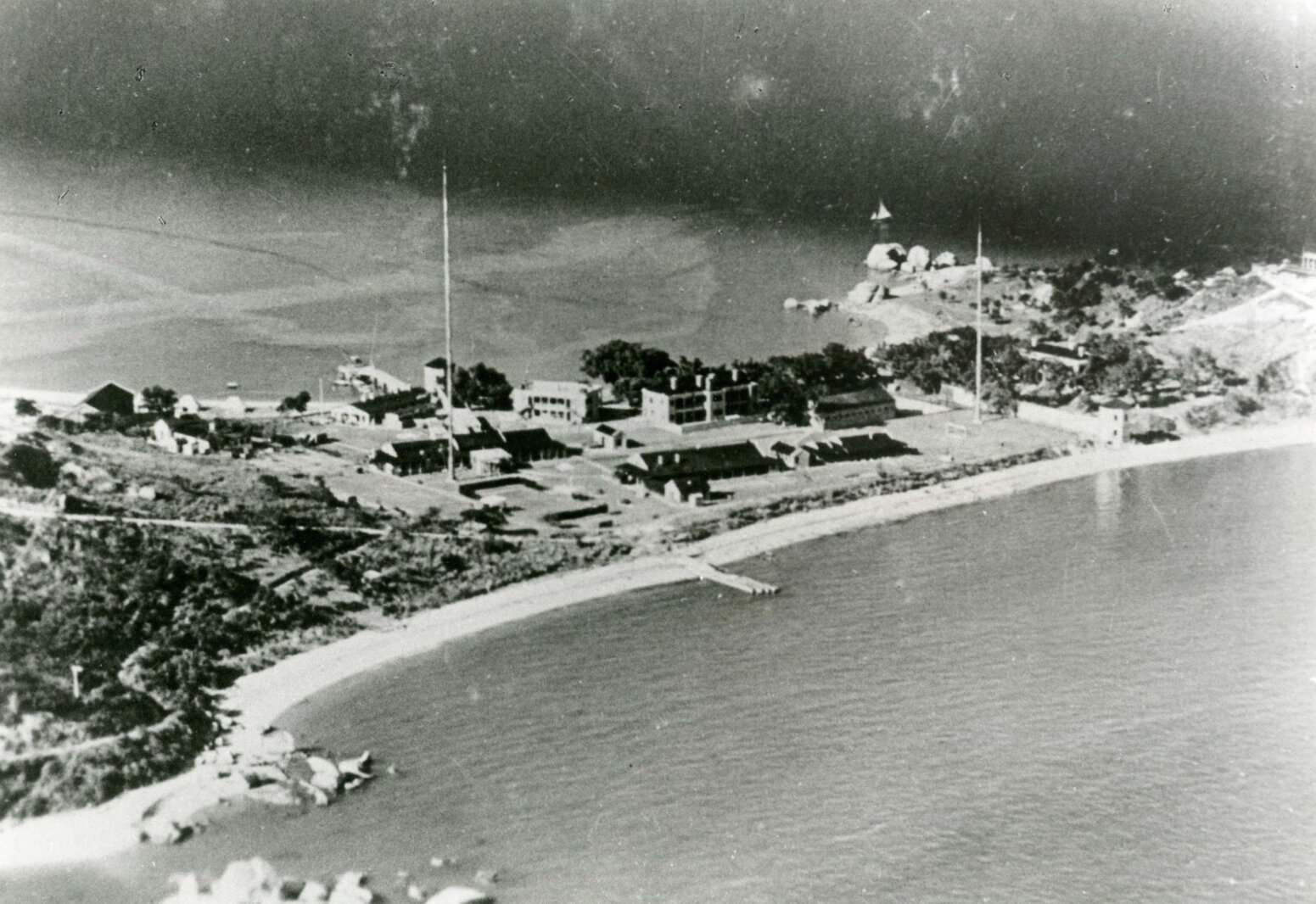
1930年代的昂船洲東面一帶，可見昂船洲監獄的圍牆及瞭望塔

1858年，香港政府計劃大規模擴建當時稱為中央監獄的域多利監獄，引進「放射式」監獄設計，但最終只建成南組，北組用地則改建成中區警署大樓:9。中央監獄人滿之患，逼使港督羅便臣在1859年決定於昂船洲興建新監獄:15，監獄選址於昂船洲東面，設計亦是採取「放射式」，中央監視塔可監視各座囚倉的通道，但設計仍有不少弊端，如監視塔不能直接監視到每個囚室內的情況，而靠近扇形軸心的囚室在通風和採光均較差。監獄可容納600名囚犯，設有囚室、行政樓、工場、醫院、教堂、職員宿舍等設施:20。
羅便臣構思由中央監獄犯人，興建昂船洲監獄，每日將他們收押在一艘停泊在昂船洲對開海面的船隻上，每天犯人由船上出發，到岸上參與新監獄的興建工程。他的建議得到定例局支持，並承諾撥款。港府遂以保安考慮，遷徙島上60多名居民，賠償共3211元，並招標物色合適船隻，最終以5250元購入皇家薩克遜號(Royal Saxon)作為海上監獄:45。當時中央監獄挑選了280名囚犯轉到船上服役，他們須是華籍男性囚犯，被判兩年或以上苦工監，並在1863年起計仍有不少於12月刑期的囚犯。工程展開不久，皇家薩克遜號即發生駁船翻沉而囚犯溺斃事件，其後為安全計只好停靠岸邊，但在1864年4月21日即發生集體逃獄，其後監獄加強了對犯人的看管至停用為止:47。
1866年，港督麥當奴到任不久，即因經費高昂而決定裁撤昂船洲監獄計劃，在1866年10月31日正式廢棄仍未完成的監獄，翌年把用地撥歸駐港英軍。1874年9月22日至24日的甲戌風災，摧毀了監獄內大部分建築物。在香港保衛戰中，昂船洲遭到日軍重擊，監獄建築物在香港日佔時期曾被日軍改為軍人康樂中心，至香港重光後恢復為軍營用途:21。

## 現況
監獄現為昂船洲軍營範圍，由中國人民解放軍駐香港部隊陸軍部隊駐守。現存建築物包括兩座原建於監獄拐角的八角形瞭望台，屬都鐸復興式和意大利文藝復興式建築，現為軍營第318座及319座，兩座建築物在1997年列為香港一級歷史建築；另外，現為軍營A座及H座的守衞室及監獄長宿舍，則於1997年列為香港二級歷史建築:21。

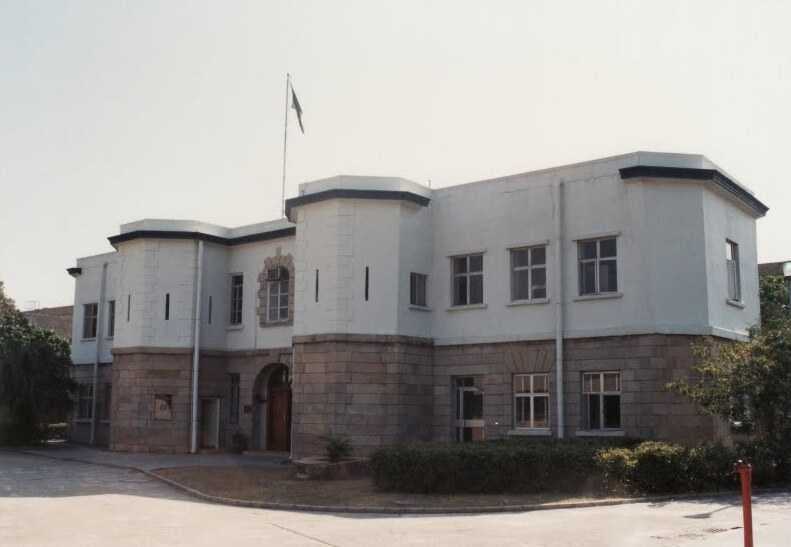
昂船洲監獄守衞室，現為昂船洲軍營A座
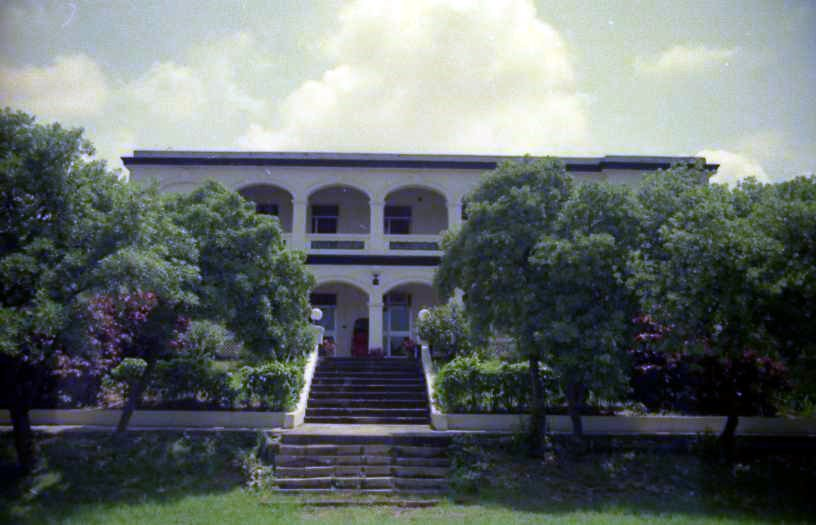
昂船洲監獄監獄長宿舍，現為昂船洲軍營H座